# Simon P. Hughes
Simon P. Hughes, Jr., född 14 april 1830 i Smith County, Tennessee, död 29 juni 1906 i Little Rock, Arkansas, var en amerikansk demokratisk politiker och jurist. Han var den 15:e guvernören i delstaten Arkansas 1885-1889.
Hughes studerade juridik och inledde 1857 sin karriär som advokat i Arkansas. Han deltog i amerikanska inbördeskriget i sydstatsarmén och befordrades till överstelöjtnant. Han deltog 1874 i Arkansas konstitutionskonvent och var delstatens justitieminister (Arkansas Attorney General) 1874-1877. Han valdes två gånger till guvernör. Efter tiden som guvernör var han domare i Arkansas högsta domstol 1889-1904.
Hughes grav finns på Mount Holly Cemetery i Little Rock.